# 宮原和也
宮原 和也（みやはら かずや、1996年3月22日 - ）は、広島県広島市安佐南区出身のプロサッカー選手。Jリーグ・東京ヴェルディ所属。ポジションはディフェンダー、ミッドフィールダー。

## 来歴

### プロ入り前
2人の兄がおり、自身も含め3人ともサンフレッチェ広島ジュニアユース出身で、うち長兄も広島ユース出身。小学生の頃はFWあるいは攻撃的なMFとしてプレーしている。
2008年、サンフレッチェ広島ジュニアユースへ入団する。同期に川辺駿・大谷尚輝。攻撃的なミッドフィルダーとして活躍し、2010年クラブユース選手権(U-15)3位進出に貢献している。中学3年ではボランチとしてプレーした。
2011年、川辺・大谷らと共にサンフレッチェ広島ユースへ昇格する。当初は攻撃的MFを担当していた。同年度の山口国体少年の部3位に貢献するがこの時はボランチ。2011年高円宮杯プレミアでもベンチメンバーとして大会制覇に貢献する。2012年高2の時に、ディフェンダーに怪我人が続出したことからCBへコンバートされレギュラーを獲得し2012年高円宮杯プレミア連覇に貢献する。同年U-16日本代表に選出され、AFC U-16選手権2012ではCBとしてキャプテンを務めた。
2013年高3から川辺・大谷らと共にトップチームに2種登録選手として登録され、同年3月25日川辺と共に所属はユースのままトップチームとプロ契約を結ぶ。なお高校年代選手のプロ契約としては髙萩洋次郎・岡本知剛以来3例目であるが、ユース所属でのプロ契約は初のケース。ただこの年はトップチームでは公式戦に出場できなかった。また、同年の2013 FIFA U-17ワールドカップにU-17日本代表の一員として3試合出場している。同時に活躍した広島ユースでは同年度のクラブユース選手権(U-18)準優勝、同年度のJユースカップ準優勝に貢献する。

### サンフレッチェ広島
2014年、正式にトップチーム昇格。同期入団は、川辺、大谷、高橋壮也、皆川佑介、茶島雄介、ビョン・ジュンボン。昇格当初はボランチとして考えられていたが、3バックの一角としてレギュラー故障の穴を埋めて出場機会を得た。2016年、1stステージではボランチとして出場機会を増やしたが、2ndステージでは森崎にポジションを奪われてベンチメンバーとなった。

### 名古屋グランパス
2016年12月26日、名古屋グランパスへ期限付きで移籍することが発表された。開幕戦から3バックの一角としてレギュラーへ定着した。シーズン終了後、期限付きの期間を1年間延長した。2018年も昨年同様に主力として活躍した。
2019年シーズンから名古屋へ完全移籍することが発表された。2019年は主力として活躍しリーグ戦31試合へ出場し4ゴールだった。2020年は新型コロナウイルス感染やけがなどにも見舞われリーグ戦はわずか5試合の出場にとどまった。2022年シーズン終了後、契約満了により退団した。

### 東京ヴェルディ
2022年12月19日、東京ヴェルディへの完全移籍が発表された。

## 所属クラブ
- 佐東FC
- サンフレッチェ広島ジュニアユース
- サンフレッチェ広島ユース
  - 2013年 サンフレッチェ広島（2種登録）
- 2014年 - 2018年  サンフレッチェ広島
  - 2017年 - 2018年  名古屋グランパス（期限付き移籍）
- 2019年 - 2022年  名古屋グランパス
- 2023年 -  東京ヴェルディ

## 個人成績
| 国内大会個人成績 | 国内大会個人成績 | 国内大会個人成績 | 国内大会個人成績 | 国内大会個人成績 | 国内大会個人成績 | 国内大会個人成績 | 国内大会個人成績 | 国内大会個人成績 | 国内大会個人成績 | 国内大会個人成績 | 国内大会個人成績 |
| 年度             | クラブ           | 背番号           | リーグ           | リーグ戦         | リーグ戦         | リーグ杯         | リーグ杯         | オープン杯       | オープン杯       | 期間通算         | 期間通算         |
| 年度             | クラブ           | 背番号           | リーグ           | 出場             | 得点             | 出場             | 得点             | 出場             | 得点             | 出場             | 得点             |
| 日本             | 日本             | 日本             | 日本             | リーグ戦         | リーグ戦         | リーグ杯         | リーグ杯         | 天皇杯           | 天皇杯           | 期間通算         | 期間通算         |
| ---------------- | ---------------- | ---------------- | ---------------- | ---------------- | ---------------- | ---------------- | ---------------- | ---------------- | ---------------- | ---------------- | ---------------- |
| 2013             | 広島             | 37               | J1               | 0                | 0                | 0                | 0                | 0                | 0                | 0                | 0                |
| 2014             | 広島             | 37               | J1               | 4                | 0                | 2                | 0                | 2                | 0                | 8                | 0                |
| 2015             | 広島             | 37               | J1               | 3                | 1                | 5                | 0                | 4                | 0                | 12               | 1                |
| 2016             | 広島             | 37               | J1               | 13               | 0                | 0                | 0                | 0                | 0                | 13               | 0                |
| 2017             | 名古屋           | 15               | J2               | 41               | 0                | -                | -                | 2                | 0                | 43               | 0                |
| 2018             | 名古屋           | 6                | J1               | 26               | 0                | 2                | 0                | 1                | 0                | 29               | 0                |
| 2019             | 名古屋           | 6                | J1               | 31               | 4                | 5                | 0                | 1                | 0                | 37               | 4                |
| 2020             | 名古屋           | 6                | J1               | 5                | 0                | 0                | 0                | -                | -                | 5                | 0                |
| 2021             | 名古屋           | 6                | J1               | 26               | 0                | 2                | 0                | 3                | 0                | 31               | 0                |
| 2022             | 名古屋           | 6                | J1               | 21               | 0                | 6                | 0                | 1                | 0                | 28               | 0                |
| 2023             | 東京V            | 6                | J2               | 41               | 0                | -                | -                | 0                | 0                | 41               | 0                |
| 2024             | 東京V            | 6                | J1               | 30               | 0                | 0                | 0                | 1                | 0                | 31               | 0                |
| 2025             | 東京V            | 6                | J1               |                  |                  |                  |                  |                  |                  |                  |                  |
| 通算             | 日本             | 日本             | J1               | 159              | 5                | 22               | 0                | 13               | 0                | 194              | 5                |
| 通算             | 日本             | 日本             | J2               | 82               | 0                | -                | -                | 2                | 0                | 84               | 0                |
| 総通算           | 総通算           | 総通算           | 総通算           | 241              | 5                | 22               | 0                | 15               | 0                | 278              | 5                |

その他の公式戦
| 2014   | J-22   | -      | J3     | 5 | 0 | 5 | 0 |
| 2015   | J-22   | -      | J3     | 2 | 0 | 2 | 0 |
| 通算   | 日本   | 日本   | J3     | 7 | 0 | 7 | 0 |
| 総通算 | 総通算 | 総通算 | 総通算 | 7 | 0 | 7 | 0 |

- 2017年
  - J1昇格プレーオフ 2試合0得点
- 2023年
  - J1昇格プレーオフ 2試合0得点

| 国際大会個人成績 | 国際大会個人成績 | 国際大会個人成績 | 国際大会個人成績 | 国際大会個人成績 | FIFA      | FIFA      |
| 年度             | クラブ           | 背番号           | 出場             | 得点             | 出場      | 得点      |
| AFC              | AFC              | AFC              | ACL              | ACL              | クラブW杯 | クラブW杯 |
| ---------------- | ---------------- | ---------------- | ---------------- | ---------------- | --------- | --------- |
| 2013             | 広島             | 34               | 0                | 0                | -         |           |
| 2014             | 広島             | 37               | 1                | 0                | -         | -         |
| 2015             | 広島             | 37               | -                | -                | 1         | 0         |
| 2016             | 広島             | 37               | 1                | 0                | -         | -         |
| 2021             | 名古屋           | 6                | 7                | 0                | -         | -         |
| 通算             | AFC              | AFC              | 9                | 0                | 1         | 0         |

- 公式戦初出場 - 2014年2月25日 ACLグループステージ第1節 vs北京国安（エディオンスタジアム広島）
- Jリーグ初出場 - 2014年3月1日 J1第1節 vsセレッソ大阪（ヤンマースタジアム長居）
- Jリーグ初得点 - 2015年7月11日 J1.2nd第1節 vsベガルタ仙台（ユアテックスタジアム仙台）

## タイトル

### チーム
サンフレッチェ広島ユース
- 高円宮杯 JFA U-18サッカープレミアリーグ WEST：2回（2011年、2012年）
- 高円宮杯 JFA U-18サッカープレミアリーグ チャンピオンシップ：2回（2011年、2012年）

サンフレッチェ広島
- J1リーグ：2回（2013年、2015年）
- J1・2ndステージ：1回（2015年）
- ゼロックススーパーカップ：2回（2014年、2016年）

名古屋グランパス
- Jリーグカップ：1回（2021年）

### 個人
- TAG Heuer YOUNG GUNS AWARD・ベストイレブン（2018年）
- J2リーグ ベストイレブン（2023年）[15]

## 代表歴
- 2011年 U-15日本代表
- 2012年 U-16日本代表
- 2013年 U-17日本代表
- 2014年 U-19日本代表
- 2015年 U-22日本代表

## 参考資料
- 宮原和也 – FIFA主催大会成績（英語）
- “宮原和也選手（サンフレッチェ広島ユース）プロ契約締結のお知らせ”.   J's GOAL (2013年3月25日). 2013年5月7日閲覧。
- 宮原和也 - ゲキサカ